# Novembre (Pascoli)
Novembre è un componimento poetico di Giovanni Pascoli, tratto dalla raccolta poetica Myricae. Originariamente era intitolato San Martino come l'omonima poesia del maestro Carducci da cui trae l'ascendenza.

## Contenuto

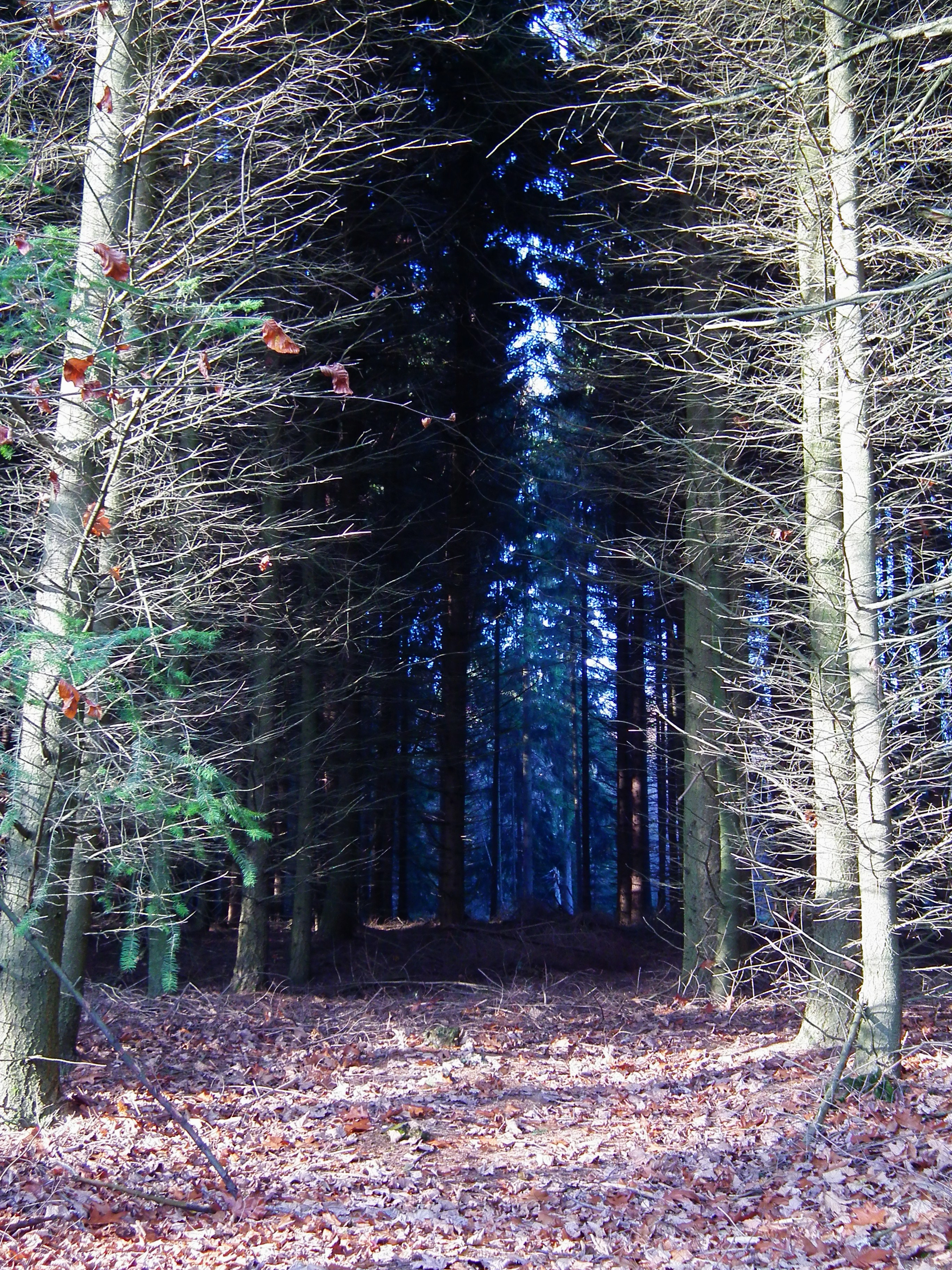
Paesaggio autunnale di novembre

È l'11 novembre, la cosiddetta estate di San Martino, ma all'illusione dei richiami di luce e di gioia portati dall'aria la natura non risponde: tutto è secco e il colore funebre dell'autunno fa da cornice al ricordo di coloro che non ci sono più.
Gèmmea l'aria, il sole così chiaro

che tu ricerchi gli albicocchi in fiore,

e del prunalbo l'odorino amaro

senti nel cuore...

Ma secco è il pruno, e le stecchite piante

di nere trame segnano il sereno,

e vuoto il cielo, e cavo al piè sonante

sembra il terreno.

Silenzio, intorno: solo, alle ventate,

odi lontano, da giardini ed orti,

di foglie un cader fragile. È l'estate,

fredda, dei morti.

## Analisi

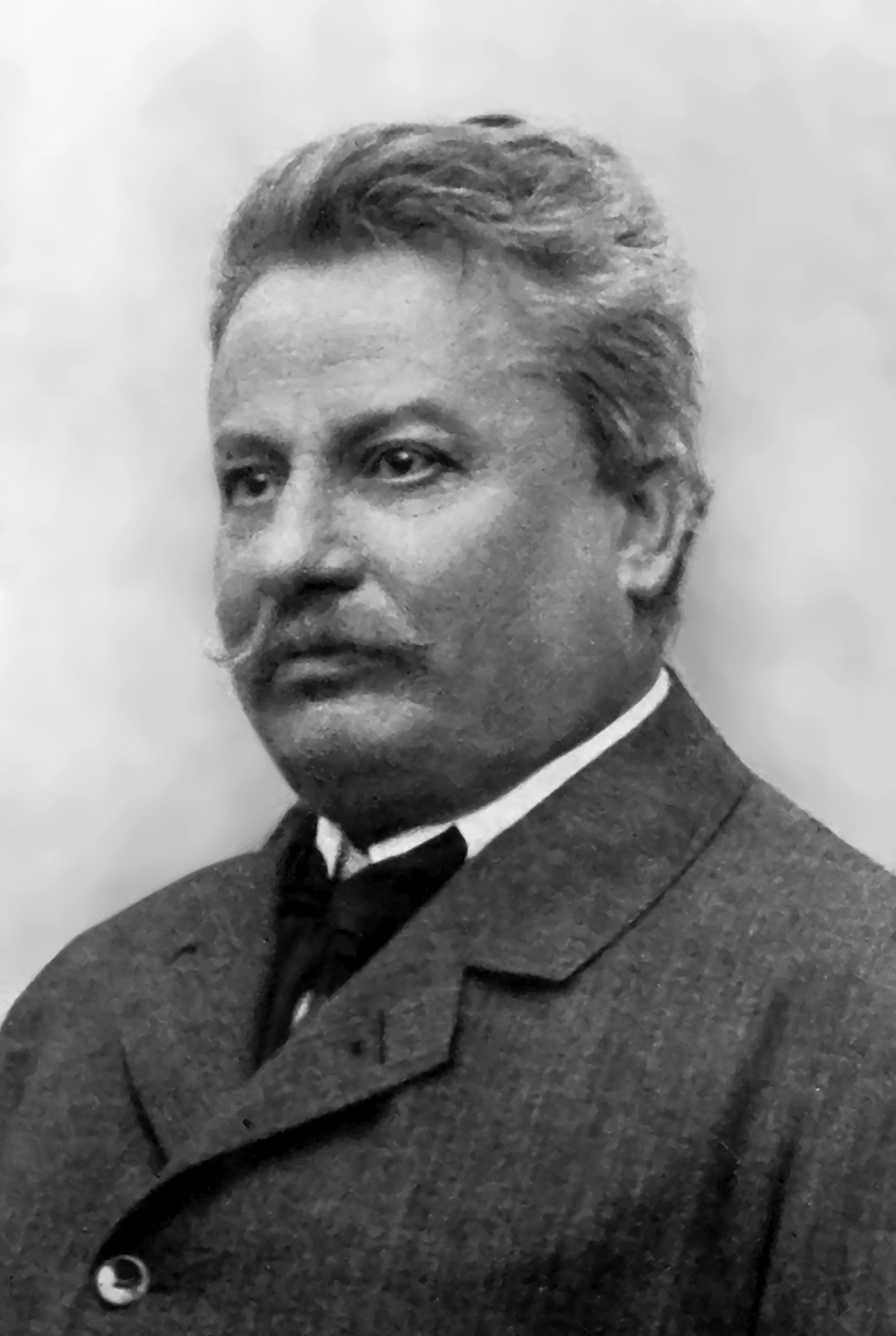
Giovanni Pascoli

Una prima osservazione concerne la forma metrica del componimento: sono tre strofe saffiche di tre endecasillabi più un quinario a rima alternata ABAB.
Per "strofa saffica" si intende l'imitazione italiana (basata sul conteggio delle sillabe e la posizione degli accenti tonici) del modello ritmico creato dalla poetessa greca Saffo, basato sulla seguente successione di vocali lunghe e brevi:  ̄  ̆  ̄  ̄  ̄ | ̆  ̆  ̄  ̆  ̄  ̆.
 Della struttura greca rimane la cesura - o pausa - dopo la quinta sillaba.

Questa rigorosa determinazione formale costituisce per Pascoli nello stesso tempo un'occasione per sperimentare una forma poetica rara (se ne trovano altri esempi in Giuseppe Parini e Giosuè Carducci), e per circoscrivere nei limiti di un modello severo e contenuto l'espressione di sentimenti altrimenti inafferrabili e oscuri.
Si tratta di una poesia simbolista che tende a isolare l'oggetto poetico nel "silenzio" del verso isolato, quando non della pagina bianca; lo stesso effetto Pascoli lo ottiene, in perfetta aderenza a quello che era il gusto italiano, restringendo i termini poetici nei limiti imposti dalle ferree regole della versificazione classica.
In quest'ottica va letto il primo verso: «gemmea l'aria / il sole così chiaro», il cui effetto diventa quello di isolare con estrema evidenza il tema poetico iniziale, l'estate di San Martino. La limitazione del numero dei termini, come l'isolamento grafico, genera concentrazione dei contenuti, aumenta la loro evidenza, li fornisce di un'aura di significato che favorisce la profondità della lettura simbolica.
All'inizio della poesia la frequente interruzione dei versi dà inoltre il senso di una realtà spezzettata e come frantumata in mille brandelli. Proprio come la vita quando viene contemplata nel suo momento autunnale, cioè vicino alla morte. Così è l'estate di San Martino: un'apparenza fugace di sole e di luce che bruscamente riportano alla realtà di una natura spoglia, di un cielo vuoto senza voli, di un silenzio invernale incombente. Dall'inizio splendente di luci e colori si passa repentinamente all'«estate fredda dei morti».

### Il tema della morte
L'area semantica che caratterizza questo componimento è la stessa che predomina in tutta la produzione pascoliana: il culto della morte come «situazione di assenza» (Nava), cioè come sistema di segni che rimandano costantemente al ricordo di chi non c'è più. In questo senso Novembre è emblematica: qualunque sia l'occasione del componimento, in questo caso l'improvviso incanto dell'estate di san Martino (aria gemmea, sole chiaro, albicocchi in fiore), quel breve periodo di belle giornate che si hanno spesso ai primi di novembre, l'esito è ancora e sempre quello dello smarrimento e dell'angoscia: pruno secco, piante stecchite, cielo vuoto, terreno cavo. Un elemento fondamentale è la presenza reiterata dei SE e dei NO (SEcco è il pruNO ...SEgnaNO  il SEreNO ... SEmbra il terreNO) e l'allusione al cielo vuoto e al terreno cavo (le radici si sono ritirate e quindi la terra ha dei vuoti) in realtà allude all'aldilà: non c'è paradiso, non c'è inferno... Possiamo illuderci che la morte apra un altro orizzonte (SE ottativo: se ci fosse un aldi là, un'altra primavera) ma non c'è. Pascoli esclude la speranza, come imponeva la sua cultura classica, solo esteriormente cristiana. Pensando ai morti possiamo illuderci, auspicare un'altra vita, serena, primaverile. Ma così non è: l'estate dei morti è fredda, segnata solo dal cadere continuo di altri morti. Bisogna notare che Pascoli non intitola la poesia "San Martino", per non costituire un parallelo con l'omonima lirica di Carducci: là si ostentava l'opposizione con le favole religiose dell'"estate di San Martino" presentando un San Martino nebbioso, piovoso, grigio; il poeta immaginava una consolazione epicurea nell'aspro odor dei vini e nello spiedo. Pascoli non allude all'estate di San Martino, ma in generale al novembre, che spesso offre giornate nitide e serene. Novembre è anche tradizionalmente il mese dei morti. Questa poesia è una sintesi prodigiosa e simbolica della visione pascoliana della vita, totalmente novecentesca.  

### Collocazione storica
L'impressione di semplicità che si ricava dalla struttura linguistica (fonetica e sintassi) della poesia può essere spiegata alla luce della collocazione storica.
Pascoli è già un poeta del Novecento, e questo lo fa apparire semplice (fino al semplicismo) alla sensibilità del lettore. La novità della lingua pascoliana si fa evidente se si paragona la sua sintassi con quella dei poeti precedenti. Ciò che in Pascoli viene meno quasi completamente è l'ipotassi, ovvero i costrutti dipendenti da una proposizione principale; in Novembre è riconoscibile solo una consecutiva tra primo e secondo verso, mentre tutta la struttura del componimento si regge sull'uso assonanzato della congiunzione coordinante «e». L'agilità paratattica è funzionale all'effetto visivo che il poeta vuole ottenere nell'accavallarsi impressionistico delle apparizioni: la vicinanza improvvisa degli oggetti evoca analogie profonde.